# Monte Civrari
O Monte Civrari é uma montanha dos Alpes Graios. Situa-se na Itália entre Vale de Lanzo e Vale de Susa.

## Classificação SOIUSA
De acordo com a classificação alpina SOIUSA (International Standardized Mountain Subdivision of the Alps) esta montanha é classificada como:
- grande parte = Alpes Ocidentais
- grande setor = Alpes do Sudoeste
- secção = Alpes Graios
- subsecção = Alpes de Lanzo e da Alta Maurienne
- supergrupo = cordilheira Rocciamelone-Charbonnel
- grupo = grupo do Rocciamelone
- subgrupo = serrania Lunella-Arpone
- código = I/B-7.I-A.2.b

## Galeria de imagens

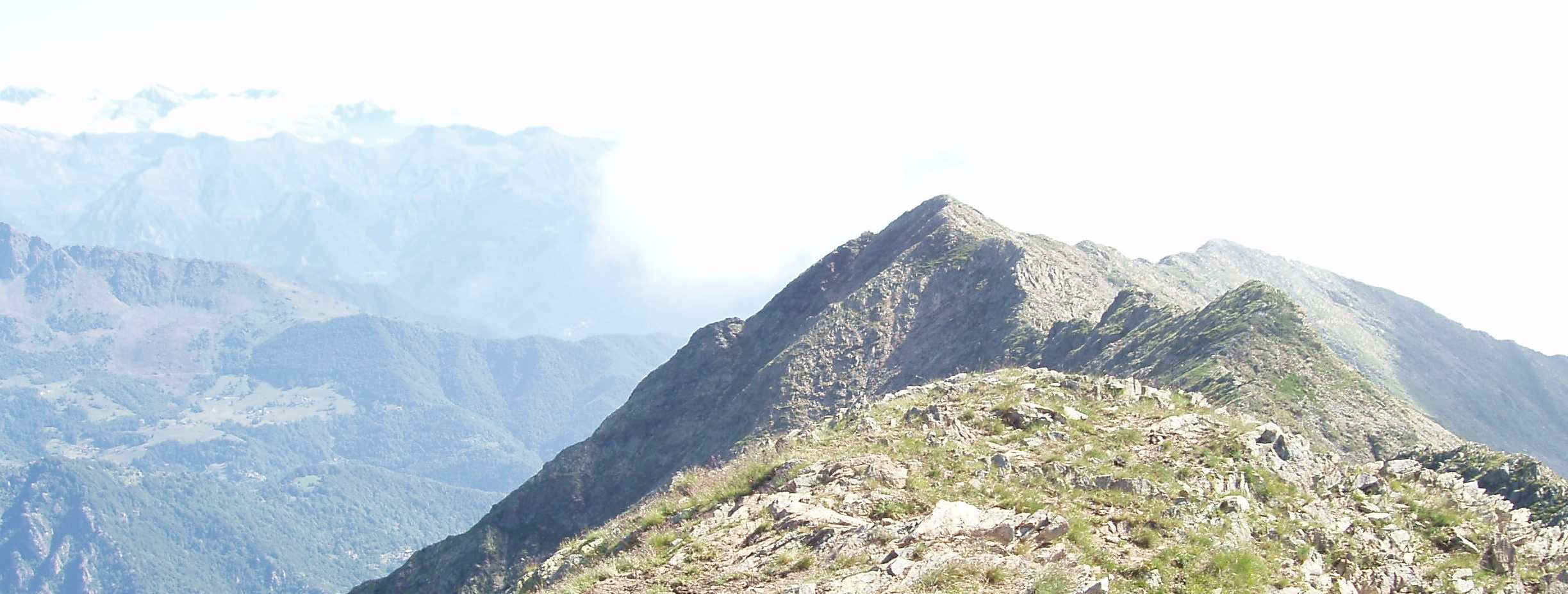
A Torretta del Prete, um cume secundário do Civrari.
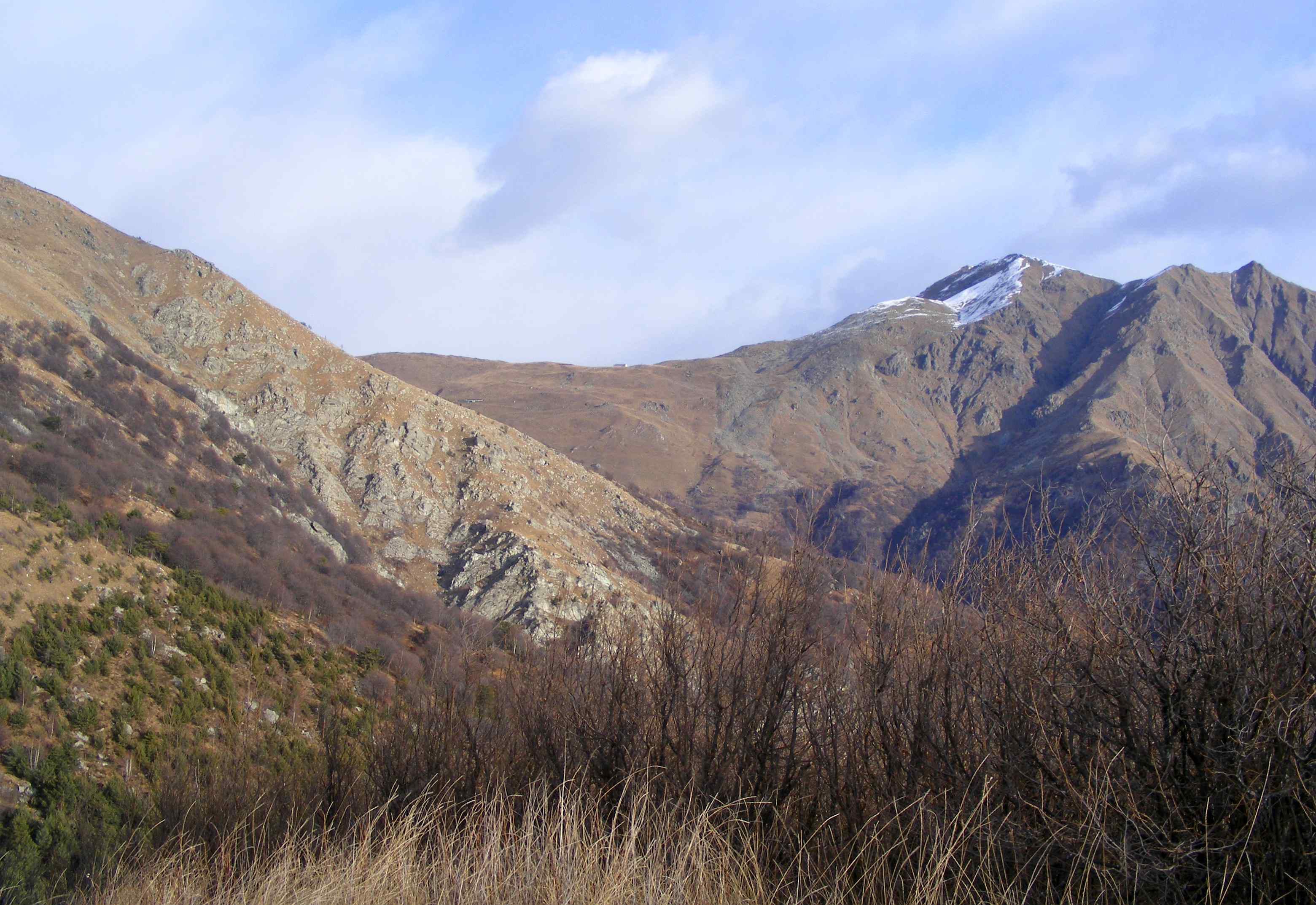
O Civrari (direita) e o passo do Colombardo.